# Habitación Roja
La Habitación Roja es un lugar ficticio que aparece en los cómics estadounidenses publicados por Marvel Comics. La instalación de entrenamiento soviética se creó para producir espías altamente especializados, incluidas las Viudas Negras: Natasha Romanoff y Yelena Belova.
En el Universo Cinematográfico de Marvel, la Habitación Roja aparece en Agent Carter (2015), Avengers: Age of Ultron (2015) y en algún momento se convirtió en una fortaleza voladora en Black Widow (2021).

## Historia ficticia

### Orígenes
En el universo Marvel, la Habitación Roja (Красная комната) es uno de los programas de entrenamiento de espionaje de la KGB. Durante décadas, la Habitación Roja había sido una instalación de la Guerra Fría para entrenar a las espías negras conocidas como Viudas Negras. La Habitación Roja no fue solo una instalación de entrenamiento, sino que, en ciertas historias, emplea mejoras bioquímicas para sus agentes y también los implanta con recuerdos falsos que recuerdan a los utilizados por el Programa Arma Plus.

### Programa Viuda Negra Ops
En el trabajo de Richard K. Morgan, la Habitación Roja recluta a 28 niñas huérfanas para criarlas y convertirlas en agentes de cobertura profunda indetectables para infiltrarse en China y Occidente. La metodología central fue diseñada por el profesor Grigor Chelintsov, un líder en el campo de la psicotecnia, que imprime a las personas recuerdos completamente fabricados. A estas chicas se les hace creer que fueron entrenadas en ballet en el Teatro Bolshoi. Durante su entrenamiento, Natalia Romanova fue contactada por la Encantadora, quien la manipuló para sugerir que Romanova puede ser liberada, solo para evitar que escape, sin embargo, el esfuerzo de Romanova atrae la atención de los organizadores de la Habitación Roja, que de otra forma "descartarían" a Romanova. Natasha fue emparejada con el manejador Ivan Petrovitch. Además, todas las chicas recibieron un tratamiento especial diseñado por la bioquímica Lyudmila Kudrin. El tratamiento con Kudrin permite que las mujeres parezcan jóvenes durante muchas décadas, así como saludables y resistentes a niveles sobrehumanos.

### Programa Wolf Spider Ops
Niko Constantin fue el único aprendiz masculino del equivalente masculino de la Habitación Roja del programa Viuda Negra Ops apodado "Wolf Spider". Niko demostró ser un asesino efectivo, pero imposible de manejar o controlar, lo que llevó al programa a declararse como un fracaso. Años más tarde, fue encontrado encarcelado en un gulag ruso, liderando una pandilla de convictos apodados las Arañas Lobo, y guardando rencor contra Bucky Barnes, uno de los entrenadores del programa Wolf Spider.

### Yelena Belova
La KGB continuó utilizando la Habitación Roja a fines de la década de 1970. El nuevo programa Viuda Negra estaba haciendo realidad la desinformación, ayudando así a ocultar el verdadero proyecto. Esta Habitación Roja entrenó con éxito a su agente Yelena Belova, aunque pronto abandonó el servicio.

### Instituto Norte
Natasha Romanova, cansada de espionaje y aventura, se retira a Arizona pero es atacada, al igual que los otros graduados de Viuda Negra de la Habitación Roja del Instituto Norte, en nombre de la corporación Gynacon. Las investigaciones de Natasha la llevan de regreso a Rusia, donde se horroriza al conocer el alcance de su manipulación pasada, y descubre que las Viudas Negras están siendo cazadas porque Gynacon, tras comprar biotecnología rusa de la agencia sucesora 2R de la Habitación Roja, quiere que todos los usuarios anteriores de la tecnología muerta. Después de asesinar al presidente ejecutivo de Gynacon, Ian McMasters, ella choca con operarios de múltiples gobiernos para ayudar a Sally Anne Carter, una chica con quien Natasha se hizo amiga en sus investigaciones, a quien rescató con la ayuda de Daredevil y Yelena Belova.

### Omega Rojo
La Habitación Roja aparece en Uncanny X-Men. El grupo compró la libertad de Omega Rojo con la esperanza de usarlo para sus propios fines. Wolverine, Coloso y Nightcrawler se encuentran con él después de que escapó de su maestro y participan en el combate. Omega Rojo es en su mayoría impermeable a las garras de Wolverine; la Habitación Roja había estado experimentando con él en un esfuerzo por mejorar su factor de curación. Después de que Nightcrawler interviene y deja inconsciente a Omega Rojo, vuelve a la custodia de S.H.I.E.L.D.

### Widowmaker
En el cómic de Widowmaker, la Habitación Roja fue el sitio de una matanza masiva de reclutas del KGB llevada a cabo por la Sociedad del Océano Oscuro y Ronin como parte de una operación de bandera falsa para forzar una guerra entre Rusia y Japón, destinada a restaurar la antigua gloria de Rusia. Sin embargo, la operación se ve frustrada por los esfuerzos combinados de Natasha Romanova, Hawkeye, Pájaro Burlón y Dominic Fortune.

### All-New, All-Different Marvel
Se reveló que la hija de Hank Pym, Nadia Van Dyne, a través de su primera esposa, María Trovaya, se crio en la Habitación Roja.

## En otros medios

### Televisión
- La Habitación Roja se alude en The Avengers: Earth's Mightiest Heroes. Fue utilizado como la contraseña de Natalia Romanoff en el micro-episodio "Cuidado con la mordedura de la viuda" (que luego se incluyó como parte del episodio "Hulk contra el Mundo").
- La Habitación Roja se alude en Avengers Assemble. En la segunda temporada, en el episodio "Nighthawk", Nighthawk usa esto como una palabra de código para llamar a dormir a Natalia Romanoff como parte de un plan de contingencia S.H.I.E.L.D. en el caso de que los Vengadores fueran deshonestos o fueran mentalmente controlados cuidadosamente por Sam Wilson. En la tercera temporada, la Habitación Roja se menciona correctamente cuando Viuda Negra admite que tiene pocos o ningún recuerdo de su vida antes de la Habitación Roja como resultado de su lavado de cerebro.

### Universo cinematográfico de Marvel
- La serie de televisión Agent Carter representa a Dorothy "Dottie" Underwood (interpretada por Bridget Regan) es un precursor del programa Viuda Negra.[9][10]
- La película de 2015 Avengers: Age of Ultron muestra a Natasha Romanoff obligada a recordar su propio entrenamiento de Madame B. (interpretada por Julie Delpy) gracias a Wanda Maximoff.[11]
- La Habitación Roja aparece en la película Black Widow (2021).[12][13][14][15] Esta versión es una organización soviética liderada por Dreykov, interpretado por Ray Winstone. La organización entrenó a millones de asesinas, las "Viudas Negras" hasta que Natasha Romanoff y Clint Barton bombardearon las oficinas de Dreykov, supuestamente poniendo fin al programa. Sin embargo, Dreykov emerge con vida y continúa el programa hasta que lo detienen una vez más en 2016.
- La Habitación Roja aparece en la serie animada de Disney+ What If...?, episodio "¿Qué pasaría si... la Capitana Carter luchara contra el Hydra Stomper?". En esta versión, la organización está dirigida por Melina Vostokoff quién le lavó el cerebro a Steve Rogers antes de recuperar la conciencia y destruye todo el lugar.